# Liplje, Postojna
Liplje este o localitate din comuna Postojna, Slovenia, cu o populație de 29 de locuitori.